# منتخب بروناي لكرة السلة
منتخب بروناي لكرة السلة هو ممثل بروناي الرسمي في المنافسات الدولية في كرة السلة. ينتمي إلى منطقة الاتحاد الآسيوي لكرة السلة. انضم إلى الاتحاد الدولي لكرة السلة في عام 1936.